# TSE 300
TSE 300 − istniejący w latach 1977−2002 indeks giełdowy 300 największych spółek spółek notowanych na Giełdzie Papierów Wartościowych w Toronto. „TSE” w jego w nazwie było ówczesnym akronimem nazwy giełdy.
W 2002 roku TSE 300 został zastąpiony przez indeks S&P/TSX Composite.